# General Nakar
General Nakar is een gemeente in de Filipijnse provincie Quezon op het eiland Luzon. Bij de laatste census in 2010 telde de gemeente bijna 26 duizend inwoners.

## Geografie

### Bestuurlijke indeling
General Nakar is onderverdeeld in de volgende 19 barangays:
| - Anoling - Banglos - Batangan - Canaway - Catablingan - Lumutan - Magsikap - Mahabang Lalim - Maigang - Maligaya | - Minahan Norte - Minahan Sur - Pagsangahan - Pamplona - Pisa - Poblacion - Sablang - San Marcelino - Umiray |

## Demografie
General Nakar had bij de census van 2010 een inwoneraantal van 25.973 mensen. Dit waren 1.078 mensen (4,3%) meer dan bij de vorige census van 2007. Ten opzichte van de census van 2000 was het aantal inwoners gegroeid met 2.295 mensen (9,7%). De gemiddelde jaarlijkse groei in die periode kwam daarmee uit op 0,93%, hetgeen lager was dan het landelijk jaarlijks gemiddelde over deze periode (1,90%).

De bevolkingsdichtheid van General Nakar was ten tijde van de laatste census, met 25.973 inwoners op 1343,75 km², 19,3 mensen per km².